# Douglas G. Jones
Douglas G. Jones, né le 1er janvier 1929 à Bancroft (Ontario) et décédé le 6 mars 2016 à North Hatley, au Québec, est un professeur, poète, essayiste, critique littéraire, rédacteur et traducteur canadien.

## Biographie
Douglas Gordon Jones est né à Bancroft, en Ontario. Il étudie d'abord à Grove School, en Ontario, puis obtient un baccalauréat en littérature anglaise de l'Université McGill en 1952,,. Il poursuit ses études à la maîtrise à l'Université Queen's et complète son mémoire sur Ezra Pound en 1954.
Son premier recueil, Frost on the Sun, aborde les thèmes du vide, du silence et de l'aliénation. Son écriture est souvent pessimiste, désenchantée, et à la fois personnelle et collective,.
En 1969, il co-fonde, avec Sheila Fischman, la revue bilingue Ellipse qui, pendant plus de 25 ans, publie des poètes anglophones et francophones de partout à travers le monde,,. Parmi ces œuvres se trouve sa traduction du poème  Speak White de Michèle Lalonde.
Il traduit également du français vers l'anglais de nombreuses autres œuvres de poètes québécois, dont Paul-Marie Lapointe et Gaston Miron.
De 1963 à 1994, il enseigne la littérature canadienne comparée à l'Université de Sherbrooke,,. Il a enseigné, entre autres, aux poètes et écrivains Judith Cowan, Louise Desjardins, Richard Giguère et Pierre Nepveu.
Après sa retraite en 1994, il commence à s'intéresser à l'art infographique. Il a créé des centaines de nouvelles œuvres, toutes représentatives de sa vision artistique et poétique.
Il meurt le 6 mars 2016 des complications d'une pneumonie.

## Œuvres

### Poésie
- Frost On The Sun, Toronto, Contact Press, 1957.
- The Sun Is Axeman, Toronto, University of Toronto Press, 1961, 70 p.
  - Le soleil cogne, traduit par Camille Fournier, Montréal, Les Éditions du Noroît, coll. « Latitude », 1995, 189 p.  (ISBN 2-89018-312-2 et 2-910703-02-9).
- Phrases From Orpheus, Toronto, Oxford University Press, 1967, 79 p.
- Under The Thunder The Flowers Light Up the Earth, Toronto, Coach House Press, 1977, 110 p.  (ISBN 0889100594 et 9780889100596).
- A Perfect Absence, Toronto, League of Canadian Poets, 1980, 7 p.
- The Lines Of The Poet : 13 poems, Toronto, Monk Bretton Books, 1981.
- A Throw Of Particles, Toronto, General Publishing, 1983, 112 p.
- Balthazar And Other Poems, Toronto, Coach House Press, 1988, 85 p.  (ISBN 088910333X).
- Wild Asterisks In Cloud, Montréal, Empyreal Press, cop., 1997, 135 p.  (ISBN 0-921852-15-0).
- Grounding Sight, Montréal, Empyreal Press, cop., 1999, 122 p.  (ISBN 0-921852-24-X et 9780921852247).
- Standard Pose : Chap-Poems, Maxville, Above/Ground Press, 2002, 16 p.  (ISBN 9781894214551 et 1894214552).
- The Stream Exposed With All Its Stones, Montréal, Signal Editions, 2010, 309 p.  (ISBN 9781550652468 et 155065246X).
- The Essentials D.G. Jones, Ontario, The Porcupine's Quill, 2016, 63 p.  (ISBN 9780889843981 et 0889843988).

### Ouvrages critiques et essais
- Butterfly On A Rock : a Study of Themes and Images in Canadian Literature, Toronto, University of Toronto Press, 1970, 197 p.  (ISBN 0-8020-5230-4 et 0-8020-6186-9).
- The Floating Garden, Toronto, Coach House Press, 1995, 105 p.  (ISBN 0889104735 et 9780889104730).

### Collaborations
- A Thousand Hooded Eyes, gravures par Lucie Lambert, Shawinigan, Éditions Lucie Lambert, 1990, 23 p.  (ISBN 2980249963).
- Marebito : sculpture, illustrations par Satoshi Saito et Louise Doucet-Saito, Ayer's Cliff, Créations Agalma cop., 2006, 85 p.  (ISBN 0-9780100-0-0).

## Prix et honneurs
- 1977 : lauréat du Prix du Gouverneur général pour Under the Thunder the Flowers Light Up the Earth[1]
- 1982 : lauréat d'un baccalauréat honorifique de l'Université de Guelph[10]
- 1988 : lauréat du Prix A.M. Klein, catégorie poésie, pour Balthazar and Other Poems[1]
- 1989 : lauréat du Prix de la QSPELL, catégorie poésie, pour Balthazar and Other Poems[10]
- 1992 : nommé membre d'honneur de l'Union des écrivaines et écrivains québécois (UNEQ)[11].
- 1993 : lauréat du Prix du Gouverneur général : traduction du français vers l'anglais de Categorics, One, Two and Three (Catégoriques un deux et trois) de Normand de Bellefeuille[1]
- 1995 : lauréat du Prix A.M. Klein, catégorie poésie, pour The Floating Garden[1]
- 2007 : nommé Officier de l'Ordre du Canada[1]